# Todavía (película)
Todavía es una película de Argentina filmada en colores dirigida por Tomás Sánchez sobre su propio guion que se estrenó el 1 de noviembre de 2018 y que tuvo como actores principales a Betiana Blum, Hugo Arana, Romina Gaetani y Pablo Rago.

## Sinopsis
El mayor deseo de Aralia, una pianista trasplantada del corazón, es reunir a sus hijos, y con ellos emprende un peregrinaje para deshacerse de las cenizas de su marido muerto que porta en una urna de la que ella nunca se separa.

## Reparto
Participaron del filme los siguientes intérpretes:
- Betiana Blum
- Hugo Arana
- Romina Gaetani
- Pablo Rago
- Paula Reca
- Martín Slipak
- Beatriz Spelzini
- Silvina Bosco
- Víctor Laplace
- Ernesto Claudio
- Anabel Cherubito
- Jorge Chester

## Comentarios
Adolfo C. Martínez en La Nación escribió:

”Una trama agridulce en la que los enfrentamientos se transformarán en reconciliación. Cálido y emotivo, el film tuvo en Betiana Blum y en todo el elenco un sólido sustento para esta travesía mortuoria.

Federico Vargas en el sitio cinefiloserial escribió:

”… trama bastante interesante que combina y juega mucho con el drama familiar antes de un evento importante y la comedia....una historia muy entretenida, donde los personajes que aparecen durante todo el argumento llegan a ser muy simpáticos todos….elenco...muy bueno y tienen química entre todos...personajes muy bien construidos y el espectador puede sentirse identificado con cualquiera de ellos...Los aspectos técnicos también son un punto positivo...desde los hermosos paisajes del lugar donde se realizó el rodaje, con muy buenos planos generales. La banda sonora ayuda mucho al momento de crear los instantes emotivos de la cinta, sobre todo en la escena final que propone un cierre perfecto para toda la familia y la banda. En resumen,...muy buena película de drama y comedia que está acompañada de un elenco fantástico y una banda sonora muy bonita.